# 衛星細胞
衛星膠質細胞（英語：Satellite glial cells）為神經膠質細胞的一種，包覆於周圍神經系統及神經節中神經元的外側。此種細胞在中樞神經系統中的功能推測可能與星狀細胞相似，為提供養分給周圍的神經元及提供形態的支持。衛星膠質細胞是覆盖在感觉神经元，交感神经，副交感神经中枢的表面的胶质细胞。衛星膠質細胞和施旺細胞在发育中，都起源于胚胎的神经冠。衛星膠質細胞被发现可以发挥各种作用，包括控制交感神经中枢的微环境。衛星膠質細胞被认为和中枢神经系统中的星型胶质细胞有相似的功能。它们为周围的神经元提供养分，同时也提供一些结构功能。衛星膠質細胞也作为保护或者缓冲细胞。而且，它们表达各种各样的受体可以和刺激神经兴奋的化学物质发生一系列的相互作用。许多这些受体和其它离子通道最近都被指出与健康问题相关，例如慢性疼痛和单纯疱疹。衛星膠質細胞还有很多值得研究的地方，关于衛星膠質細胞的更多特性正在被研究中。

#### 解剖学
衛星膠質細胞是在外周神经系统，特别是运动神经，交感神经和副交感神经中枢中发现的主要胶质细胞。它们包裹这些中枢的单个神经元形成薄的细胞鞘。
在单个衛星膠質細胞中，细胞体被单个，相对大的神经核的区域代表。细胞体的两侧同时向外衍生，形成神经包裹的过程。含有细胞核的区域还有最大量的细胞质，使得这个区域形成的鞘更厚。如果是多层衛星膠質細胞层层叠加，可以形成更厚的鞘，每个可达0.1微米（3.9*10−6 in）。

## 外部連結
- * 戴維斯加利福尼亞大學，器官學 - PNS, sensory ganglion (EM, Medium) （页面存档备份，存于）
- 奧克拉荷馬大學，組織學 - 背根神經節[永久]
- 多蘭醫學辭典 -
- 波士頓大學，組織學 - 神經組織及神經肌肉接點(neuromuscular junction)：副交感神經節、細胞體 （页面存档备份，存于）
- 波士頓大學，組織學 - 神經組織及神經肌肉接點：背根神經節、初級感覺神經元(primary sensory neuron) （页面存档备份，存于）